# Прудковское сельское поселение (Сафоновский район)
Прудко́вское се́льское поселе́ние — муниципальное образование в составе Сафоновского района Смоленской области России.
Административный центр — деревня Прудки.

## История
Образовано Законом Смоленской области от 28 декабря 2004 года. Законом Смоленской области от 20 декабря 2018 года в его состав были включены все населённые пункты упразднённого Богдановщинского сельского поселения.
Главой поселения и Главой администрации является Ермаков Александр Иванович.

## Население
| 1995 | 1996 | 1997  | 1998 | 1999 | 2000 | 2001 |
| ---- | ---- | ----- | ---- | ---- | ---- | ---- |
| 844  | ↗849 | ↘847  | ↘843 | ↗849 | ↘846 | ↘842 |
| 2002 | 2003 | 2004  | 2005 | 2006 | 2007 | 2011 |
| ↗851 | ↘847 | ↗878  | ↘868 | ↗872 | ↗879 | ↘705 |
| 2012 | 2013 | 2014  | 2015 | 2016 | 2017 | 2018 |
| ↘686 | ↘680 | ↗681  | ↘676 | ↘672 | ↘670 | ↘661 |
| 2019 | 2020 | 2021  |      |      |      |      |
| ↘657 | ↗940 | ↗1208 |      |      |      |      |

## Географические данные
- Общая площадь: 124,4 км²
- Расположение: юго-восточная часть Сафоновского района
- Граничит:
  - на севере — с Богдановщинским сельским поселением — граница проходит по Дыме
  - на северо-востоке — с Зимницким сельским поселением
  - на востоке — с Издешковским сельским поселением
  - на юго-востоке — с Игнатковским сельским поселением
  - на юге — с Дорогобужским районом
  - на юго- западе — с Барановским сельским поселением
  - на западе — с Дуровским сельским поселением
  - на северо-западе — с Николо-Погореловским сельским поселением — граница проходит по Днепру
- По территории поселения проходит автомобильная дорога М1 «Беларусь».
- По территории поселения проходит железнодорожная линия Москва — Минск, имеются остановочные пункты: Митино, 300 км.
- Крупные реки: Днепр, Дыма.

## Экономика
Сельхозпредприятия, школа, магазины, библиотека, почтовое отделение, парикмахерская, общественные бани, турбаза «Борок» на Днепре.

## Населённые пункты
В состав поселения входят следующие населённые пункты:
| №  | Населённый пункт  | Тип     | Население |
| -- | ----------------- | ------- | --------- |
| 1  | Алексейково       | деревня | 11        |
| 2  | Арефино           | деревня | 5         |
| 3  | Ашурково          | деревня | 11        |
| 4  | Богдановщина      | деревня | 439       |
| 5  | Васюково          | деревня | 0         |
| 6  | Гжель             | деревня | 15        |
| 7  | Городище          | деревня | 32        |
| 8  | Горяйново         | деревня | 5         |
| 9  | Дуброво           | деревня | 2         |
| 10 | Дьяково           | деревня | 5         |
| 11 | Емельяново        | деревня | 23        |
| 12 | Жуково            | деревня | 20        |
| 13 | Звягино           | деревня | 11        |
| 14 | Зимник            | деревня | 7         |
| 15 | Каблуково         | деревня | 82        |
| 16 | Красно-Никольское | деревня | 7         |
| 17 | Кузьмино          | деревня | 1         |
| 18 | Лягушкино         | деревня | 36        |
| 19 | Митино            | деревня | 1         |
| 20 | Монастырщина      | деревня | 2         |
| 21 | Мосолово          | деревня | 31        |
| 22 | Мясоедово         | деревня | 31        |
| 23 | Немцово           | деревня | 4         |
| 24 | Никитино          | деревня | 1         |
| 25 | Никулино          | деревня | 21        |
| 26 | Перстенки         | деревня | 42        |
| 27 | Плоховская        | деревня | 2         |
| 28 | Попово            | деревня | 3         |
| 29 | Прудки            | деревня | 659       |
| 30 | Пустыня           | деревня | 15        |
| 31 | Ручково           | деревня | 4         |
| 32 | Самуйлово         | деревня | 4         |
| 33 | Сомово            | деревня | 9         |
| 34 | Сумароково        | деревня | ↘18       |
| 35 | Терехово          | деревня | 22        |
| 36 | Хитрово           | деревня | 2         |
| 37 | Хохловка          | деревня | 14        |